# Ángel Sánchez (baseball, 1989)
Pour le joueur portoricain, voir Ángel Sánchez (baseball, 1983).
Ángel Luis Sánchez Suares (né le 28 novembre 1989 à Tenares, Salcedo, République dominicaine) est un lanceur droitier de la Ligue majeure de baseball.

## Carrière
Ángel Sánchez signe son premier contrat professionnel avec les Dodgers de Los Angeles en 2010. Il fait ses débuts professionnels dans les ligues mineures en 2011 et passe par cinq organisations avant d'atteindre les majeures en 2017. Avec les lanceurs Steven Ames et Josh Wall, Sánchez est le 6 juillet 2013 échangé des Dodgers aux Marlins de Miami en retour du lanceur Ricky Nolasco. Il évolue avec des clubs mineurs affiliés à 4 équipes des majeures dans la seule saison 2014 : après avoir débuté l'année à Miami, il est tour à tour réclamé au ballottage par les Rays de Tampa Bay le 13 juin, les White Sox de Chicago le 2 juillet, puis les Pirates de Pittsburgh le 31 juillet. 
Sánchez rate toute la saison 2016 à la suite d'une opération Tommy John.
Il fait ses débuts dans le baseball majeur comme lanceur de relève pour les Pirates de Pittsburgh le 24 août 2017.